# هاسمیک لیلویان
هاسمیک آراراتی لیلویان (ارمنی: Հասմիկ Արարատի Լեյլոյան؛  زادهٔ ۲۳ سپتامبر ۱۹۵۴) آموزگار موسیقی و نوازنده قانون اهل ارمنستان است. وی از سال میلادی تاکنون مشغول فعالیت بوده‌است.

## زندگی‌نامه
وی در ۲۳ سپتامبر ۱۹۵۴ در ایروان به دنیا آمد و از کنسرواتوار دولتی کومیتاس ایروان فارغ‌التحصیل گشت. همچنین برندهٔ جوایزی همچون هنرمند مردمی جمهوری ارمنستان () و هنرمند افتخاری جمهوری ارمنستان شده است.